# Lakeside Country Club
De Lakeside Country Club in Houston, Texas werd in 1951 opgericht. De club heeft 950-1000 leden.

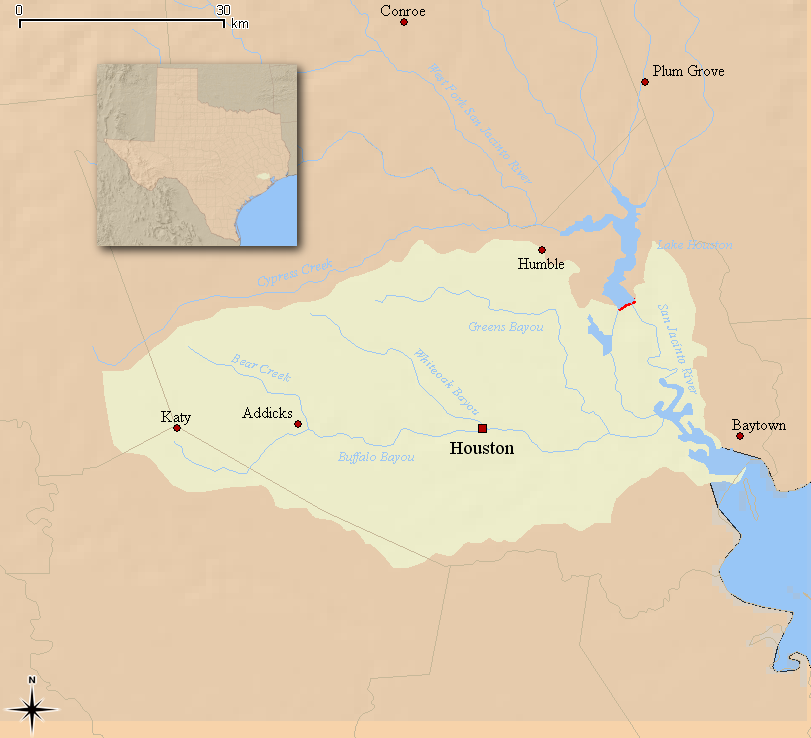
Sroomgebied van de Buffalo Bayou

In 1851 verkocht de staat Texas voor $ 2.000 een stuk land van 896 hectare (2214 acres) aan Christiana Williams. In 1890 werd het hele stuk land verkocht aan Charles A. Schneider. Deze verkocht in 1931 ongeveer 45 hectare aan Clifford Mooers, die er in 1934 een huis op bouwde dat de naam Pine Lake Farm kreeg, vernoemd naar het Pine Lake, dat Mooers liet aanleggen. 

Door het terrein loopt de Buffalo Boyou van west naar oost, richting Houston en de Golf van Mexico. Deze rivier zorgde vroeger regelmatig voor overstromingen, zodat men de begane grond van het huis waterdicht moest kunnen afsluiten. Tegenwoordig controleert een dam de waterstand.
Na de Tweede Wereldoorlog werd het landgoed verkocht aan Ralph Rupley, die er tot 1951 woonde. Hij was een van de oprichters van de Lakeside Country Club. De oprichtingsstatuten van de club werden in november 1951 getekend. Aangezien er slechts 45 ha beschikbaar was, werd er in 1952 grond bijgekocht om ook tennisbanen en een zwembad aan te kunnen leggen en het huis van Rupley te kunnen uitbreiden met kleedkamers e.d.  De golfbaan, die door Ralph Plumme werd aangelegd, werd in 1952 geopend en in 1990 door Ron Prichard gemoderniseerd (meer lengte en meer bunkers).
In 2016 werd het 'sectional' kwalificatietoernooi voor het US Open er gespeeld.